# Vajdaság Autonóm Tartomány
Vajdaság (szerbül: Војводина, románul: Voivodina, horvátul: Vojvodina) teljes nevén Vajdaság Autonóm Tartomány Szerbia északi, Magyarországgal határos, részben magyarok által lakott területe, közigazgatásilag autonóm tartomány. A tartomány etnikai összetétele rendkívül változatos: több mint 25 különböző etnikai csoport teszi ki a régió lakosságának egyharmadát. Vajdaságnak hat hivatalos nyelve van, amely tükrözi a vidék sokszínű etnikai és nyelvi összetételét, valamint gazdag kulturális hagyományait.

## Elnevezése
A középkori Magyarországon az erdélyi vajda a magyar uralkodónak alárendelt tisztség volt, hasonlóan a báni címhez, a Balkánon azonban maguknak az uralkodóknak volt „vajda” a titulusuk, például moldvai vajda vagy havasalföldi vajda. A bánságokhoz hasonló magyarországi „vajdaságról” vagy „vajdaságokról” nem beszélhetünk.
A mai „Vajdaság” elnevezés a szerb Vojvodina szóból származik, amelyet először az 1848-49-es forradalom idején említettek. A Habsburgok által támogatott szerb felkelés célja egy független állam, az ún. Szerb Vajdaság létrehozása volt. A Szerb Vajdaság és Temesi Bánság megalakításakor I. Ferenc József felvette uralkodói címei közé a szerb nagyvajda címet. A cím használata ellen a magyar országgyűlés többször kifogást emelt, mivel az sértette Magyarország területi integritását.
Mostanában a vajdasági magyarok közül néhányan szívesebben használják a „Délvidék” kifejezést a mai Vajdaság területére. A magyarországi használatban azonban a „Délvidék” elnevezés történelmi és politikai szempontból a mai Vajdaságnál tágabb földrajzi egységre, a volt Magyar Királyság egész déli részére, így a mai Horvátország egyes területeire is vonatkozik. (1920 előtt pedig még a Bánságnak a mai Romániában fekvő keleti részét is beleértették.)
A Vajdaság Autonóm Tartomány elnevezése a tartomány többi hivatalos nyelvén: szerbül Аутономна Покрајина Војводина, szlovákul Autonómna pokrajina Vojvodina, horvátul Autonomna Pokrajina Vojvodina, románul Provincia Autonomă Voivodina, ruszin nyelven Автономна Покраїна Войводина.

## Földrajz

Vajdaság földrajzi-történelmi régiói

| Bácska Szerémség | Bánság Macsó |

A Vajdaság 21 500 km² területű. Három nagy folyója, a Duna, a Tisza és a Száva három nagy földrajzi egységre osztja a tartományt:
- Bácska (szerbül Bačka) nyugati része
- Bánság (Banat) keleti része
- Szerémség (Srem) déli része

Emellett délnyugaton egy kis rész, a Drina és a Száva közötti síkság Macsó (Mačva) régió északi része.
Bácska és Nyugat-Bánság a folyók által feltöltött homokos síkság, a magyar Alföld folytatása. A Kárpát-medence nagy folyói erre folynak össze, ezért a Bánság mocsaras vidék volt, amit a 17. századtól kezdve lecsapoltak. Mégis itt található Európa egyetlen sivatagi jellegű vidéke, a Delibláti-homokpuszta. Szerémségben a Tarcal-hegység (Fruška Gora) húzódik, amely keletre téríti a Dunát. A Bánságban található a tartomány legmagasabb pontja, a Kudrici-tető (641 m), amely a romániai Krassó-Szörényi-érchegységhez kapcsolható Verseci-hegység csúcsa.

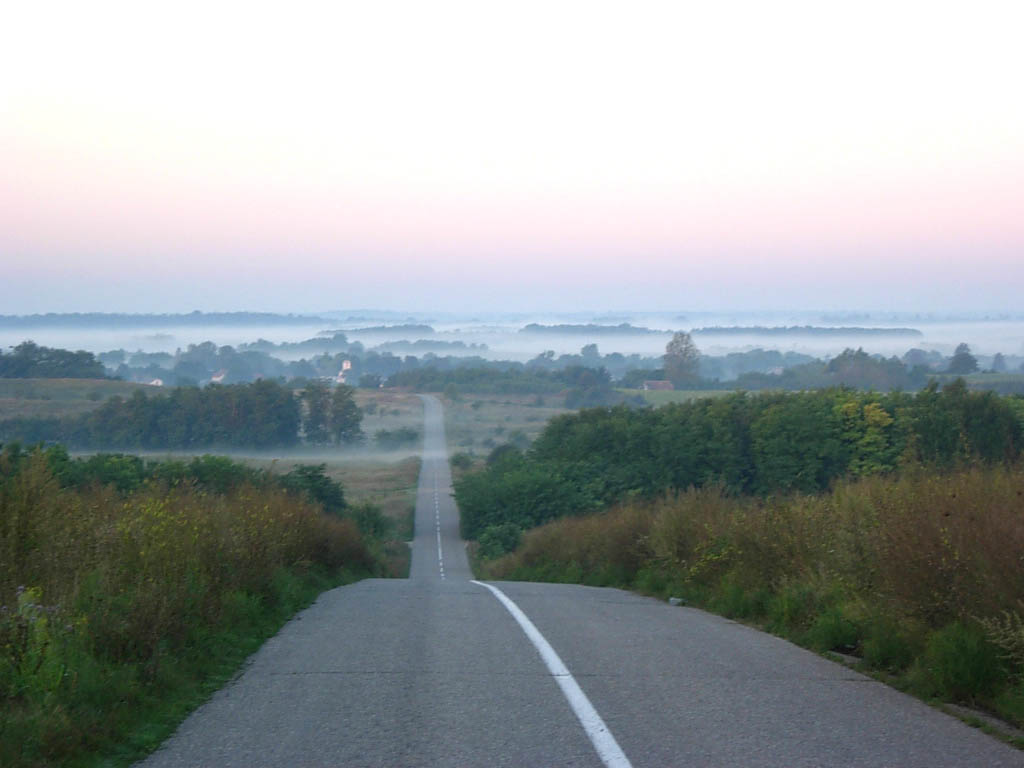
Ködös reggel a Delibláti-homokpusztán. Fejértelep templomtornya is látható

A terület éghajlata kontinentális.

## Története
- 1526–27-ben a szerbek felkeltek Szapolyai János ellen, amely más területeket is lángba borított. A felkelők vezére, Cserni Jován a délvidéki szerbek cárjának kiáltotta ki magát. Ezt később a szerbek a független Vajdaság történelmi alapjának kívánták felhasználni.
- A törökök kiűzése és az 1699-es karlócai béke új fejezetet nyitott: az elnéptelenedett területek újra benépesültek. Létrejött a Határőrvidék. Ekkor érkeztek a sváb telepesek is. A folyók szabályozásával meg a kiváló minőségű termőföld kihasználásával gazdasági fellendülés kezdődött.
- Miután Kossuth Lajos 1848-ban, legalábbis a szabadságharc idejére elutasította a szerb kisebbségi követelések teljesítését, azok kilátásba helyezték az önálló vajdasági szerb állam megalakítását, amely később egyesült volna Szerbiával, ezért fegyveres harcot kezdeményeztek a magyar honvédsereg ellen.
- A szabadságharc bukása után a Habsburgok Szerb Vajdaság és Temesi Bánság néven a Bánsággal egyesítették, 1860-ig. 1872-ben szűnt meg a katonai igazgatású Határőrvidék. A terület közigazgatásilag a Magyar Királyságon belül Bács-Bodrog vármegyéhez, Torontál vármegyéhez és Temes vármegyéhez), illetve Horvát-Szlavónországhoz, Magyarország társországához (azon belül Szerém vármegyéhez) tagozódott.
- Az első világháború végén az Osztrák–Magyar Monarchia katonai vereséget szenvedett. Az országban forradalmak törtek ki. 1918. október 29-én létrejött a Szlovén–Horvát–Szerb Állam. 1918. november 25-26-án megtartották a bánsági, bácskai és baranyai szerbek, bunyevácok és más szlávok nagygyűlését, amely – minden jogalapot nélkülözve – kimondta Vajdaság csatlakozását Szerbiához, megelőzve azt, hogy Vajdaság egyenrangú egységként csatlakozzék az új országhoz. A Nagygyűlés 757 részvevője között 578 szerb, 84 bunyevác, 62 szlovák, 21 ruszin, 6 német, 3 sokác, 2 horvát és 1 magyar volt, ami lényegesen eltért a tartomány nemzetiségi összetételétől, tehát nem is képviselhette annak valós akaratát. Keleten, a Bánságban Róth Ottó kísérletet tett arra, hogy megalakítsa a Bánáti Köztársaságot, ezzel a területet megtartsa Magyarországnak. 1918. december 1-jén megalakult a Szerb Királysághoz csatlakozó területekből a Szerb–Horvát–Szlovén Királyság, és a szerb királyi katonaság francia segítséggel elfoglalta a Magyar Királyság délnyugati részét. A román hadsereg a Tiszántúlt szállta meg. Torontál vármegye területe lett az ütközőzóna a két hadsereg között.

- Az így kialakult helyzetet a trianoni békeszerződés (1920. június 4.) szentesítette. A Temesközt felosztották a Román Királyság és a Szerb–Horvát–Szlovén Királyság között, Bácska és a Szerémség az utóbbi része lett. Az új délszláv állam erősen centralizált volt. 1929-ben új közigazgatási rendszer lépett életbe, ahol a történelmi régiókból létrehozták Dunai bánságot. A Magyarországtól elcsatolt területekhez észak-szerbiai területeket csaptak, hogy a szerb többséget így biztosítsák (megsértve ezzel a békeszerződés tilalmát az etnikai arányok megváltoztatására).
- A második világháború alatt, 1941 áprilisa és 1944 októbere között a Duna és a Tisza közötti rész újra Magyarország, a Dráva és a Száva közötti rész pedig az úgynevezett Független Horvát Állam része lett, végül a Tiszától keletre fekvő rész pedig közvetlen német közigazgatás alatt állt.
- 1941 és 1944 között a többnyire magyar nyelvű zsidó lakosság legnagyobb részét deportálták. A német közigazgatás alatt álló Nyugat-Bánságban még a zsinagógákat is lerombolták. Atrocitások a polgári lakosság ellen a Horvátországhoz tartozó Szerémségben és a Magyarországhoz került területen is történtek (Újvidéki vérengzés), elsősorban a szerbek és a kommunista csoportosulások ellen.
- 1944-ben a szerb partizánalakulatok a Vörös Hadsereg segítségével újra elfoglalták e területeket, ami ezúttal a német, magyar és horvát polgári lakosság vérontásához vezetett, de több zsinagógát is leromboltak (például: Óbecsén). A német (sváb) lakosságot kitelepítették, a magyar lakosság egy része Magyarországra menekült.
- 1944–1945 telén a kommunista pártvezetés utasítására tömeges kivégzéseket, etnikai népirtást követtek el a megmaradt magyar és sváb lakosság ellen. A meggyilkoltak száma pontosan nem ismert, de 45 és 80 ezer közöttire becsülik (Délvidéki vérengzések).
- A párizsi békeszerződés (1947) után a terület hivatalosan is Jugoszlávia része lett. Az elmenekült, kitelepített vagy meggyilkolt német, magyar és horvát családok házaiba a legtöbb településen az egykori Jugoszlávia déli részéről szerb és montenegrói lakosságot költöztettek. Az erőszakos lakosságcserével a szerbek a Vajdaságban abszolút többségbe kerültek.
- Jugoszlávia 1974-es alkotmánya széles körű autonómiát biztosított a soknemzetiségű Vajdaságnak és a főleg albánok lakta Koszovó tartománynak a Szerb Szocialista Köztársaságon belül. Amikor Szerbia 1988-ban megszüntette Vajdaság és Kosovo-Metohija autonómiáját, megbomlott a Jugoszlávián belüli nemzetek különben is kényes erőviszonya a szerbek javára, ami végül is polgárháborúhoz és Jugoszlávia véres széthullásához vezetett.
- Az 1990-es évek elejétől kezdve erősödik a mind nagyobb önállóságot követelő kisebbségiek hangja.
- 2012-ben egy klerikális konzervatív szervezet kampányt kezdett a Vajdaság autonómiájának megszüntetéséért. Érvelésük szerint - amit két akadémikusuk is támogat - mára főként szerbek lakják a területet és elegendő történelmi, etnikai és gazdasági ok szól a megszüntetése mellett, továbbá az autonómiával járó dupla adminisztráció is költséges.

## Államszervezet és közigazgatás

### A tartomány statútuma
2008 szeptemberében a tartományi képviselőház megszavazta a tartomány statútumát (alkotmányát), amit 2009. november 30-án a szerb parlament is elfogadott, és ezzel vált hivatalossá.
A statútum értelmében:
- A Vajdaság saját törvényeket hozhat, jelképeket használhat, önállóan köthet megállapodásokat nemzetközi szinten is.
- Saját vagyona lehet.
- A statútum értelmében számarányosan képviseltethetik magukat a kisebbségek a vajdasági parlamentben.[2]

### Politika

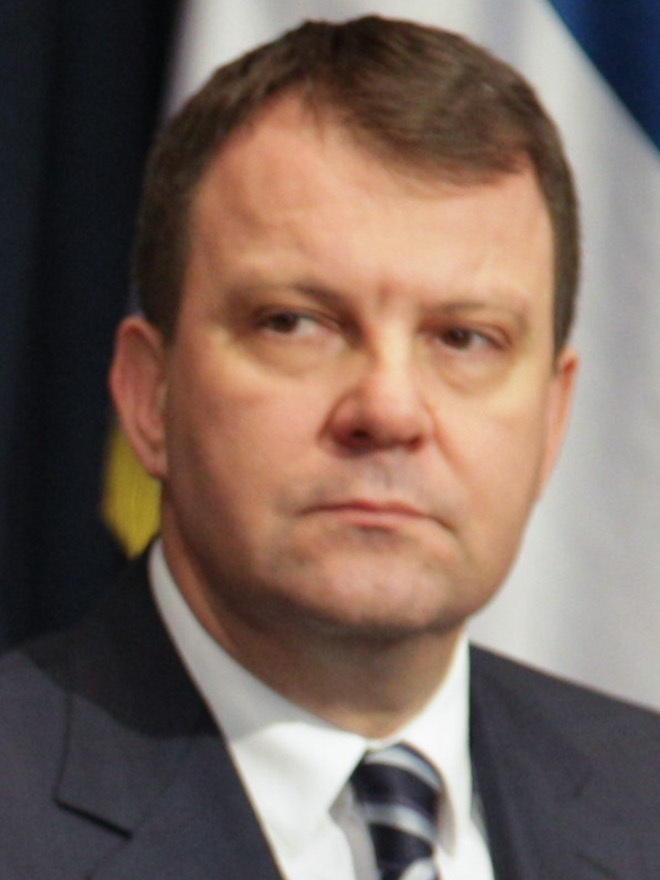
Igor Mirovics tartományi kormányfő

A Tartományi Képviselőház elnöke 2012 óta Pásztor István (VMSZ), a tartomány miniszterelnöke 2016 óta Igor Mirovics (SZHP). A tartományi kormánykoalíciót a Szerb Haladó Párt, a Szerbiai Szocialista Párt és a Vajdasági Magyar Szövetség (VMSZ) alkotja, a 120 képviselőből 81 tartozik hozzá.
Regionális politikai szervezetek
- Vajdasági Szociáldemokrata Liga (VSZL), elnöke Nenad Csanak
- Vajdasági Horvátok Demokratikus Szövetsége (VHDSZ), elnöke Petar Kuntics

 Helyi magyar politikai pártok
- Vajdasági Magyar Szövetség (VMSZ), elnöke Pásztor István
- Vajdasági Magyarok Demokratikus Közössége (VMDK), elnöke Csonka Áron
- Vajdasági Magyar Demokrata Párt (VMDP), elnöke Ágoston András
- Magyar Polgári Szövetség (MPSZ), elnöke Rácz Szabó László
- Magyar Remény Mozgalom (MRM), elnöke László Bálint
- Magyar Egység Pártja (MEP), elnöke Szmieskó Zoltán

A VMSZ-nek inkább az északon, egy tömbben élő magyarok, míg a VMDK-nak és a VMDP-nek a délen, falvakban szórványban élő magyarok alkotják szavazói bázisát. Sok magyar szavaz szerb pártokra (!).

### Közigazgatás
| Nyugat-bácskai Észak-bácskai Dél-bácskai Szerémségi | Észak-bánsági Közép-bánsági Dél-bánsági |

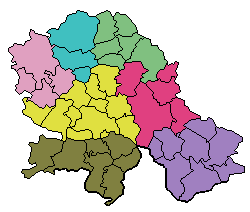
A Vajdaság körzetei

Vajdaság hét körzetre van felosztva (zárójelben a körzetek szerb nyelvű elnevezése):
- Dél-bácskai körzet (Južnobački Okrug)
- Dél-bánsági körzet (Južnobanatski Okrug)
- Észak-bácskai körzet (Severnobački Okrug)
- Észak-bánsági körzet (Severnobanatski Okrug)
- Közép-bánsági körzet (Srednjebanatski Okrug)
- Nyugat-bácskai körzet (Zapadnobački Okrug)
- Szerémségi körzet (Sremski Okrug)

A körzetek községekre (opština) oszlanak; ezek tulajdonképpen több kisebb falu és város közös közigazgatási egységei, méretüket tekintve inkább a magyar járásoknak felelnek meg. E közigazgatási egységek közül csak Újvidéket, és Szabadkát nevezik jogilag városnak. A község székhely települése – amiről általában a községet is elnevezik – a községközpont.

## Népesség
A 2011-es népszámlálás adatai szerint Vajdaság Autonóm Tartománynak 1 916 889 lakosa van, de 2002-ben még 2 031 992 volt, vagyis 9 év alatt 5,7%-kal csökkent a népesség.

### Demográfia
| Ortodox Protestáns | Római katolikus Nem meghatározott |

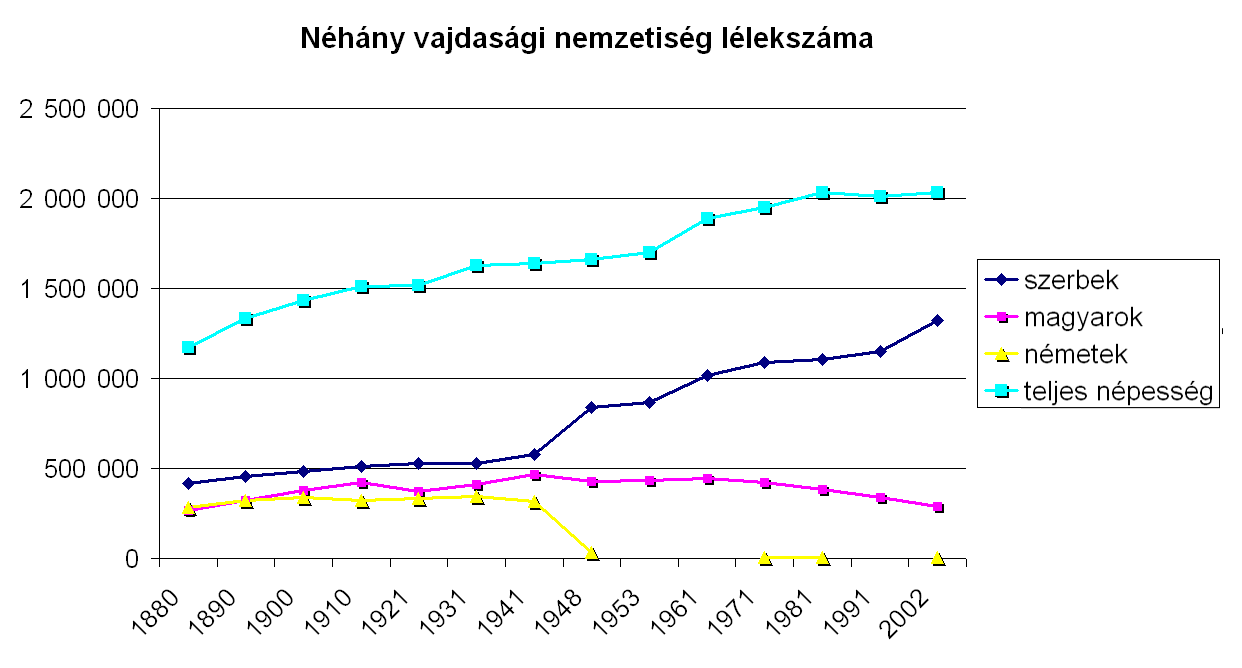
Néhány nemzetiség vajdasági lélekszámának alakulása 1880–2002 között

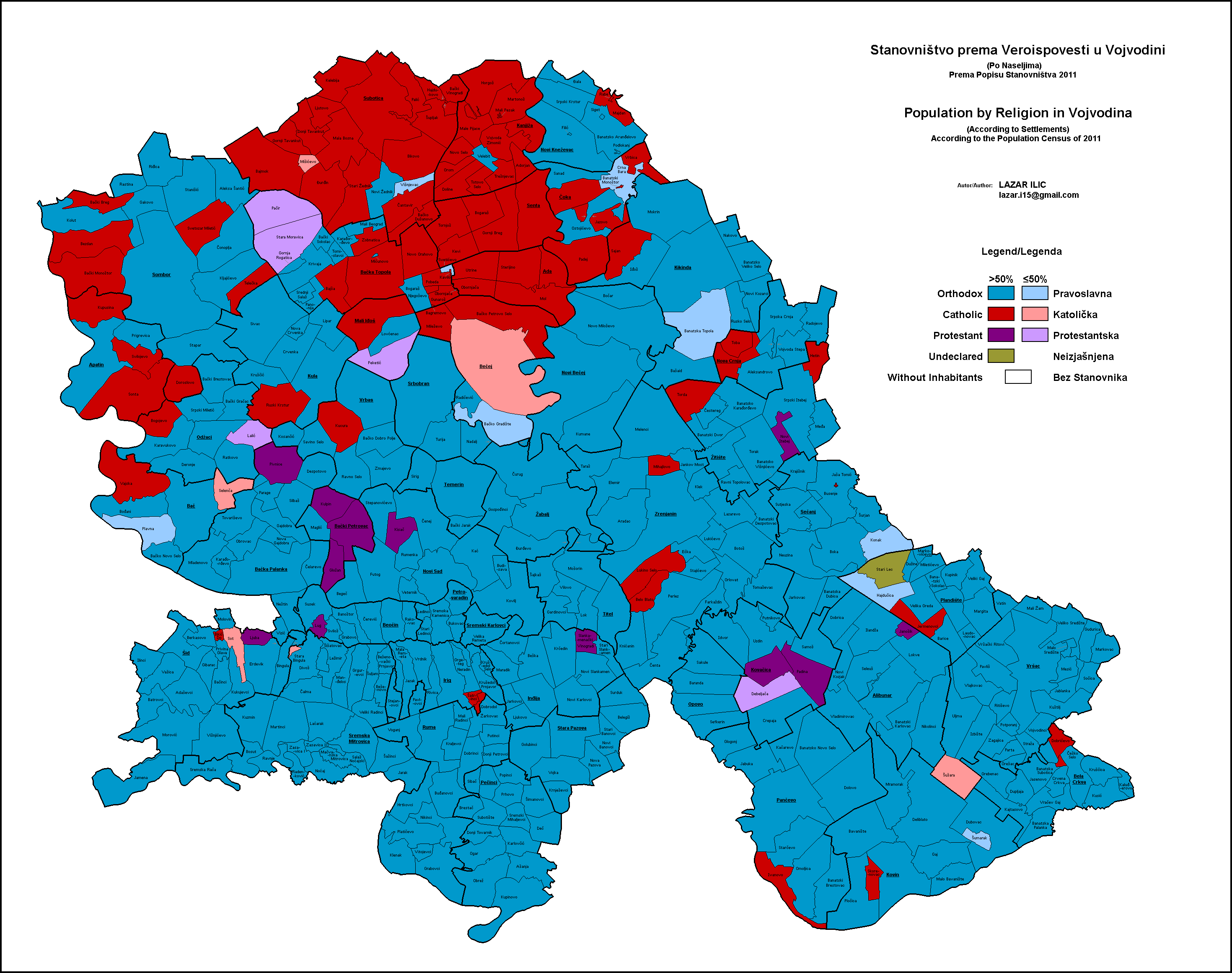
A Vajdaság vallási térképe a 2011-es népszámlálás adatai szerint (abszolút és relatív többség településenként)

Vajdaságban a természetes népszaporulat 1989 óta negatív mind a 45 tartományi községben. Évente közel 10 ezer emberrel több hal meg, mint amennyi születik. A lakosság átlagéletkora 40 év, a 60 évnél idősebbek a teljes populáció 21 százalékát, a 19 évnél fiatalabbak 18 százalékát teszik ki. A szülést vállalók életkora is egyre inkább kitolódik, jelenleg átlagban 27 éves korukban szülnek a vajdasági nők.
Az ENSZ Népesedési Alapjának 2006. évi jelentése szerint Szerbiának van az egyik leginkább elöregedett lakossága. Két-három évtizeden belül munkaerőhiány léphet fel, amit a környező országokból idevonzott munkaerővel kell majd pótolni.

### Migráció
A török hódoltság (1526–1699) alatt a mai Vajdaság területe jobbára elnéptelenedett. A karlócai béke (1699) után a központi osztrák hatalom tervszerűen telepítette be a lakosságot: délről szerbeket (akiknek a határőri szolgálatért földet is osztott), nyugatról németeket, északról és keletről magyarokat. A 18. század második felében szlovákok, illetve kárpátaljai ukránok meg ruszinok is érkeztek, egyesek a cseh katolikus üldözés elől menekülve, mások a fejlődésnek induló vidéken kenyérkereset céljából.
Az első világháború kezdete körül a vajdasági lakosság többsége megközelítően arányosan oszlott meg a magyarok, németek és szerbek között.
Amikor Vajdaság az 1918. december 1-jén létrehozott Szerb–Horvát–Szlovén Királyság határai közé került, a belgrádi hatalom - a nemzetközi megállapodást megsértve -megkezdte a szerbek újabb nagyarányú betelepítését az ország szegényebb vidékeiről.
A második világháború utolsó hónapjaiban történt német- és magyarellenes megtorlások következtében elpusztult vagy elmenekült lakosság otthonaiba – különösen Bánságban – újabb jelentős számú szerb telepes lakosság érkezett Likából, Boszniából, Montenegróból és Koszovóból. Ekkor alakult ki Vajdaságban a szerbek abszolút többsége.
1990 és 1993 között, majd 1995-ben (a horvátországi viszály, majd 1991-től a háború első, illetve utolsó szakaszában) több mint 270 ezer menekült telepedett le a tartományban, ami az összes, Szerbiába érkező menekült 40%-át, Vajdaság lakosságának pedig 13%-át teszi ki. A menekültek 92%-a szerb nemzetiségű volt, akik a délszláv háborúk során több hullámban érkeztek, elsősorban Horvátországból, majd Boszniából. Főleg Bácska délnyugati részén és a Szerémségben telepedtek le, általában a nagyobb városokban. A menekültek száma Újvidéken 25 000, Rumán 6-8000, Zomborban, Pancsován, Ingyiában, Szabadkán 6000 fő.
Az 1990-es évek elején Szerbiából mintegy 200 000 fiatal szakember távozott. A kivándorlás Vajdaságban volt a legnagyobb arányú, noha ez az ország gazdaságilag legfejlettebb része. Itt is elsősorban a fiatalokat, a magyarokat és a horvátokat érintette, akik a katonai kötelezettség és a háborús veszély elől, valamint gazdasági okokból távoztak. Emiatt a helyi magyarság termékenysége erősen lecsökkent.

### Nemzetiségek

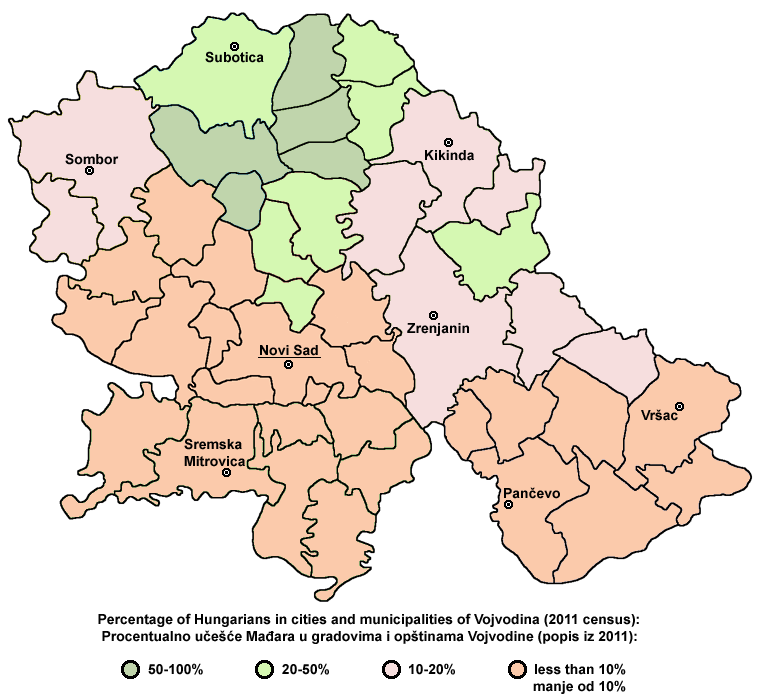
A magyarok aránya a lakosság százalékában (2011)
a sötétzöld a legmagasabb (50%-nál több)

A tartomány etnikumai a következők:
| \| A Vajdaság nemzetiségei és etnikumai \| A Vajdaság nemzetiségei és etnikumai \| A Vajdaság nemzetiségei és etnikumai \| A Vajdaság nemzetiségei és etnikumai \| A Vajdaság nemzetiségei és etnikumai \| \| ------------------------------------------------ \| ------------------------------------ \| ------------------------------------ \| ------------------------------------ \| ------------------------------------ \| \| Népek \| \| \| \| fő (százalék) \| \| szerbek \| szerbek \| \| 1 289 635 (66,75) \| 1 289 635 (66,75) \| \| magyarok \| magyarok \| \| 251 136 (13,00) \| 251 136 (13,00) \| \| szlovákok \| szlovákok \| \| 50 321 (2,60) \| 50 321 (2,60) \| \| horvátok \| horvátok \| \| 47 033 (2,43) \| 47 033 (2,43) \| \| cigányok \| cigányok \| \| 42 391 (2,19) \| 42 391 (2,19) \| \| románok \| románok \| \| 25 410 (1,31) \| 25 410 (1,31) \| \| montenegróiak \| montenegróiak \| \| 22 141 (1,14) \| 22 141 (1,14) \| \| bunyevácok \| bunyevácok \| \| 16 469 (0,85) \| 16 469 (0,85) \| \| ruszinok \| ruszinok \| \| 13 928 (0,72) \| 13 928 (0,72) \| \| jugoszlávok \| jugoszlávok \| \| 12 176 (0,63) \| 12 176 (0,63) \| \| macedónok \| macedónok \| \| 10 392 (0,53) \| 10 392 (0,53) \| \| ukránok \| ukránok \| \| 4 202 (0,21) \| 4 202 (0,21) \| \| egyéb \| egyéb \| \| 31 681 (1,64) \| 31 681 (1,64) \| \| regionális kötődésű \| regionális kötődésű \| \| 28 567 (1,47) \| 28 567 (1,47) \| \| nem nyilatkozott \| nem nyilatkozott \| \| 81 018 (4,19) \| 81 018 (4,19) \| \| Forrás: A 2011. évi szerbiai népszámlálás adatai \| \| \| \| \| |                     |  |                   |                   |
| A Vajdaság nemzetiségei és etnikumai |                     |  |                   |                   |
| Népek |                     |  |                   | fő (százalék)     |
| szerbek | szerbek             |  | 1 289 635 (66,75) | 1 289 635 (66,75) |
| magyarok | magyarok            |  | 251 136 (13,00)   | 251 136 (13,00)   |
| szlovákok | szlovákok           |  | 50 321 (2,60)     | 50 321 (2,60)     |
| horvátok | horvátok            |  | 47 033 (2,43)     | 47 033 (2,43)     |
| cigányok | cigányok            |  | 42 391 (2,19)     | 42 391 (2,19)     |
| románok | románok             |  | 25 410 (1,31)     | 25 410 (1,31)     |
| montenegróiak | montenegróiak       |  | 22 141 (1,14)     | 22 141 (1,14)     |
| bunyevácok | bunyevácok          |  | 16 469 (0,85)     | 16 469 (0,85)     |
| ruszinok | ruszinok            |  | 13 928 (0,72)     | 13 928 (0,72)     |
| jugoszlávok | jugoszlávok         |  | 12 176 (0,63)     | 12 176 (0,63)     |
| macedónok | macedónok           |  | 10 392 (0,53)     | 10 392 (0,53)     |
| ukránok | ukránok             |  | 4 202 (0,21)      | 4 202 (0,21)      |
| egyéb | egyéb               |  | 31 681 (1,64)     | 31 681 (1,64)     |
| regionális kötődésű | regionális kötődésű |  | 28 567 (1,47)     | 28 567 (1,47)     |
| nem nyilatkozott | nem nyilatkozott    |  | 81 018 (4,19)     | 81 018 (4,19)     |
| Forrás: A 2011. évi szerbiai népszámlálás adatai |                     |  |                   |                   |

### Legnagyobb települések
A 2002-es népszámlálás adatai alapján:

|    | Helység           | Lélekszám (fő) | Magyarok száma (fő) | Magyarok aránya (százalék) |  |
| 1  | Újvidék           | 191 405        | 11 538              | 6,02                       |  |
| 2  | Szabadka          | 99 981         | 34 983              | 34,99                      |  |
| 3  | Nagybecskerek     | 79 773         | 11 605              | 14,54                      |  |
| 4  | Pancsova          | 76 110         | 3 279               | 4,25                       |  |
| 5  | Zombor            | 50 950         | 3 743               | 7,4                        |  |
| 6  | Nagykikinda       | 41 825         | 5 290               | 12,8                       |  |
| 7  | Szávaszentdemeter | 39 041         | 524                 | 1,34                       |  |
| 8  | Versec            | 36 001         | 1 800               | 4,91                       |  |
| 9  | Árpatarló         | 32 125         | 362                 | 1,12                       |  |
| 10 | Palánka           | 29 431         | 1 160               | 3,9                        |  |
| 11 | Ingyia            | 26 244         | 219                 | 0,83                       |  |
| 12 | Verbász           | 25 887         | 2 003               | 7,7                        |  |
| 13 | Óbecse            | 25 774         | 11 725              | 45,5                       |  |
| 14 | Zenta             | 20 302         | 15 860              | 78,12                      |  |
| 15 | Kúla              | 19 293         | 2 738               | 14,18                      |  |
| 16 | Apatin            | 19 289         | 848                 | 4,4                        |  |
| 17 | Temerin           | 19 216         | 8 187               | 42,6                       |  |
| 18 | Ópazova           | 18 645         | 44                  | 0,23                       |  |
| 19 | Hadikliget        | 18 626         | 473                 | 2,5                        |  |
| 20 | Futak             | 18 582         | 279                 | 1,5                        |  |

## Gazdaság
A tartományban földrajzi adottságai miatt kiemelt jelentőségű a mezőgazdaság. Ipari központok: Újvidék, Pancsova.

### Közlekedés
Áthalad rajta az A1-es és az A3-as autópálya. A Duna és a Tisza jelentős vízi út. Egy repülőtere van, a csak sportcélokra használható szabadkai repülőtér.

## Kultúra

### Művészet
Az egyik leghíresebb vajdasági popénekes az újvidéki Gyorgye Balasevics. Világhírű hegedűművész a kavillói (Rákóczifalu) származású Lajkó Félix. Észak-bácskai (magyarkanizsai) származású a világhírű Nagy József táncos-koreográfus, Jelszínház nevű formációja orléans-i székhellyel működik, alkotóműhelyét pedig Magyarkanizsán hozta létre. Vajdaságban született Danilo Kiš jugoszláv, és Kosztolányi Dezső magyar író is.

### Oktatás
A tartomány egy egyetemmel rendelkezik: az Újvidéki Egyetemnek 14 kara van.
Főiskolák:
- Műszaki Szakfőiskola (Újvidék)
- Üzleti Szakfőiskola (Újvidék)
- Óvóképző Szakfőiskola (Újvidék)
- Szabadkai Műszaki Szakfőiskola
- Szabadkai Óvóképző Szakfőiskola
- Műszaki Szakfőiskola (Nagybecskerek)
- Óvóképző Szakfőiskola (Nagykikinda)

### Média
Különböző nemzetek heti- és napilapjait szerkesztik Vajdaságban. A magyarok legnépszerűbb újságai a Magyar Szó, a Hét Nap és a Családi Kör. További újságok a szerb Dnevnik (Napi újság), a horvát Hrvatska riječ (Horvát szó), a szlovák Hlas Ľudu (A nép hangja), a román Libertatea (Szabadság), a ruszin Руске слово (Ruszin szó) és a bunyevác Bunjevačke novine (Bunyevác újság).
Sok városban van helyi rádió vagy tévé.